# Драфт (спорт)
Драфт в спорте (англ. draft) — процедура выбора профессиональными командами игроков, не имеющих активного контракта ни с одной командой в лиге. Когда команда выбирает игрока, она получает эксклюзивные права на подписание контракта с этим игроком, и никакая другая команда в лиге не может его подписать.
Наиболее известным типом драфта является драфт допуска (чаще просто драфт), который используется для того чтобы распределить игроков, которые только недавно получили возможность играть в лиге. В зависимости от вида спорта, игроки могут приходить из спортивных команд колледжей, средних школ, юношеских команд или команд из других стран.
Драфт допуска предотвращает затратные войны заявок за юных талантливых игроков и гарантирует, что ни одна команда не может заключить контракт со всеми лучшими юными игроками и лишить лигу зрелищности. Чтобы поддерживать равенство, команды, которые показали низкий результат в предыдущем сезоне, обычно получают право первого выбора в послесезонном драфте, иногда с проведением «лотереи», чтобы отбить у команд желание специально проигрывать матчи ради последнего места.
Другие типы драфтов включают драфт расширения, в котором новая команда выбирает игроков из других команд в лиге; и драфт уменьшения, в котором оставшиеся в лиге команды выбирают игроков из состава только что покинувшей лигу команды.
Драфты обычно получают разрешение под антимонопольными законами или законами об ограничении свободы торговли, потому что они включены в соглашение о коллективном сотрудничестве между лигами и профсоюзами игроков. Эти соглашения главным образом обусловливают то, что после определённого количества сезонов игрок, чей контракт истёк, становится свободным агентом и может подписать контракт с любой командой. Они также позволяют минимизировать и, иногда, максимизировать зарплаты только что задрафтованных игроков.
Президент Национальной футбольной лиги Джозеф Карр учредил драфт в 1935 году как способ ограничить платёжные ведомости команд и ослабить доминирование постоянных участников лиги. Он был принят предшественником Национальной баскетбольной ассоциации в 1947; Национальной хоккейной лигой в 1963; и Главной лигой бейсбола в 1965 году, несмотря на то, что драфтовые системы  использовались в бейсболе с 19 века.
Драфты редко используются в футболе (кроме MLS), где большинство профессиональных клубов приобретают молодых игроков через трансферы из более скромных клубов или выращивают их в собственных академиях. Система подготовки молодых игроков напрямую управляется самими командами, которые растят игроков с самого детства. Взамен этого, равенство в футболе обеспечивается путём выбывания и повышения в классе, что автоматически исключает слабейшие команды в обмен на сильнейшие команды следующей по силе лиги. Дальнейшая судьба бедных команд кардинально отличается: североамериканские команды имеют возможность выступить лучше с помощью драфта после неудачно проведённого сезона, а в Европе клуб вместо этого будет понижен в классе в следующую по силе лигу с меньшим бюджетом и престижем, потенциально усугубляя его проблемы.

## Австралия

### Драфт АФЛ
В главном соревновании по австралийским правилам футбола, драфт был введён в 1986 году (когда турнир носил название Викторианская футбольная лига). Это было сделано в ответ на растущие стоимости трансферов и зарплаты игроков в то время, которые, в сочетании со снижением посещаемости, угрожали пустить лигу под откос. Это также было результатом отказа от зонирования страны, введённого в конце 1960-х годов, которое привело к систематическому неравенству, посредством чего клубы из более сильных зон, такое как «Карлтон» и «Хоторн», могли доминировать над клубами из более бедных зон, такими как «Мельбурн».
В драфте АФЛ клубы получают пики в зависимости от места, которое они заняли в последнем сезоне. Поэтому команды, которые финишировали в нижней части таблицы АФЛ, получают первые пики драфта. Также, любая команда, которая финиширует на меньшей позиции в таблице в течение нескольких сезонов, получает приоритетные пики.
Национальный драфт АФЛ проводится в ноябре вместе с предсезонным драфтом, а драфт новичков проводится в сентябре.

### Драфт NSWRL
В 1991 году была введена первая система драфта в регбилиг. Драфт позволял командам комплектоваться игроками по системе, основанной на месте, занятом клубом в предыдущем сезоне. Он проводился при участии «деревянных ложек» — команд, занявших худшие места, — получавших право первого выбора, и лучших команд, выбиравших игроков последними. Драфт проводился только один сезон, прежде чем был отменён в суде игроками и тренерами, выступавшими против его ограничений.

## Европа

### Драфт юниоров КХЛ
Когда Российская суперлига была преобразована в Континентальную хоккейную лигу, соглашение о коллективном сотрудничестве между КХЛ и его игроками ввело драфт, начиная с самого первого розыгрыша лиги. Он также позволяет командам использовать пики драфта первого раунда, чтобы выбрать защищённых игроков из молодёжной системы клуба.

## Северная Америка

### Драфт НФЛ
Порядок драфта в НФЛ определён по принципу возрастания результата (худшая команда прошлого сезона получает право первого выбора, победитель Супербоула выбирает игроков последним). Драфт состоит из 7 раундов, таким образом, каждая команда имеет возможность произвести 7 выборов, плюс любые компенсационные выборы, которые команда получает в результате предоставления игроку статуса свободного агента (каждый год даётся до 32 компенсационных выборов). Командам разрешено обмениваться пиками драфта (но не компенсационными выборами) между собой в обмен на другие пики драфта или игроков.
Так как НФЛ требует, чтобы игроки были выпущены из средней школы за три года до проведения драфта, игроки выбираются практически эксклюзивно из программ университетского футбола Национальной ассоциации студенческого спорта.
Драфт НФЛ стал одним из ключевых событий в календаре американского футбола, и каждый апрель он транслируется по телевидению. В последние годы он проводится в нью-йоркском «Радио-сити-мьюзик-холле», но в 2015 году он пройдёт в «Аудиториум театре» в Чикаго.

### Драфт НБА
Драфт НБА, проводящийся каждое лето в театрах Нью-Йорка, длится только два раунда. Вместо автоматического предоставления права выбора первого номера драфта худшей команде предыдущего розыгрыша НБА проводит лотерею драфта, чтобы определить обладателя права первого выбора. Три первых номера драфта распределяются по вероятности выбора среди 14 команд, которые не смогли попасть в плей-офф в последнем сезоне. Это отбивает у команд желание проигрывать, чтобы получать право первого выбора, но также приводит к другим противоречиям.
Команды НБА выбирают игроков из NCAA и из команд из-за океана. Прежде было принято выбирать игроков напрямую из средней школы, но в 2006 году НБА потребовал, чтобы игроки ждали год после окончания средней школы до того как заиграть в НБА. Практически все лучшие игроки Соединённых Штатов, таким образом, играют как минимум один год в колледже.

### Драфт НХЛ
НХЛ проводит послесезонный драфт, состоящий из семи раундов. Как и НБА, для определения команды, которая получит право первого выбора, НХЛ использует лотерейную систему. Все 14 команд, которые не смогли попасть в плей-офф, принимают участие в лотерее, победитель которой получает право первого выбора. Любой североамериканский игрок в возрасте от 18 до 20 лет и любой игрок из-за океана в возрасте от 18 лет до 21 года имеет право выставить свою кандидатуру на драфт. Главным образом, игроки выбираются из юношеских хоккейных команд, команд средних школ, НАСС и заокеанских клубов.
Необычным побочным эффектом драфта НХЛ является то, что некоторые перспективные игроки высокого класса, особенно те, кто играет благодаря своей полной приемлемости в колледжском хоккее США, больше не имеют право принимать участие в драфте в тот момент, когда они попали в НХЛ. Этим игрокам сразу же позволяется заключить контракт с любой командой, которая их выберет; из-за того что сезон НАСС заканчивается сразу же после завершения сроков обмена игроков в НХЛ, такие игроки обычно подписываются чтобы сохранить позиции, которые команды не могли заполнить путём обменов.
НХЛ ротирует место проведения драфта среди городов, имеющих команду в лиге. Как и в бейсболе, игроки, которые выбираются в драфте, обычно должны проводить несколько лет в развитии, или в юношеском хоккее, или в низших лигах, прежде чем попасть в состав команды НХЛ; обычно, только один или два пиков драфта, главным образом те, от кого ждут того, что они станут суперзвёздами, попадают напрямую с драфта в НХЛ (например, Сидни Кросби или Яромир Ягр).
Три главные юношеские лиги, которые составляют Канадскую хоккейную лигу, также проводят драфты юниоров в своих территориях.

### Драфт МЛБ
Главная лига бейсбола каждый год проводит два драфта. В июне проходит драфт новичков. Участвовать в драфте могут только игроки из Канады, США или территорий США; игроки откуда либо ещё являются свободными агентами и могут быть подписаны любой командой. Участниками драфта являются выпускники средних школ, которые решили не поступать в колледж; колледжские игроки на четырёхлетнем обучении, которые отыграли три года или которым исполнился 21 год; или игроки из высших учебных заведений. Драфт длится 50 раундов. Драфт МЛБ главным образом привлекает меньше внимания, чем драфты в других североамериканских видах спорта, так как игроки, участвующие в драфте, обычно проводят несколько лет в низших лигах до того как они попадают в состав команды МЛБ. Также, в отличие от драфтов MLS, НФЛ, НБА и НХЛ, драфт МЛБ проходит во время сезона вместо межсезонья.
В декабре МЛБ проводит более короткий Драфт по правилу 5. Если организация задерживает игрока в низших лигах определённое количество лет, другие команды могут выбрать его в драфте по правилу 5. Команда, делающая выбор, должна держать игрока в своём составе в высшей лиге; она не может поместить игрока в свою собственную систему низших лиг.

### Драфт MLS
Главная лига футбола (MLS) каждый год проводит три типа драфта: Супердрафт MLS, дополнительный драфт MLS и драфт расширения MLS.

### Драфт WNBA
Драфт WNBA проводится каждую весну в штаб-квартире лиги в Секокусе в Нью-Джерси. С 2005 по 2008 год, драфт проводился в городе, который принимал Финал четырёх женской лиги НАСС. В настоящее время драфт длится три раунда, в которых каждая из 12 команд лиги получает по три пика. Порядок выбора для команд, которые в предыдущем сезоне вышли в плей-офф, основывается на положении в регулярном сезоне. Команда с лучшим результатом в сезоне получит право выбора последней. Так как в плей-офф WNBA попадает восемь команд, последние восемь пик определяются по этому методу. Для четырёх команд, не сумевших попасть в плей-офф, проводится процесс выбора остальных четырёх пик драфта, похожий на лотерею драфта НБА.

### Драфт CFL
Канадская футбольная лига проводит свой ежегодный драфт перед стартом сезона, или в конце апреля, или в начале мая. Ранее, он проводился как часть ежегодных встреч лиги в Гамильтоне, но теперь проводится по требованию конференции, а два первых раунда транслируются в прямом эфире на TSN. С 2013 года драфт состоит из семи раундов, а команды осуществляют выбор в порядке возрастания результата в последнем сезоне. Как и в драфте НФЛ, очень распространён обмен пиками драфта, что означает, что команда не обязательно будет иметь семь пик в данном драфте.
Драфт ограничен для игроков, которые росли в Канаде с детства (see соответствующий раздел главной статьи о Канадской футбольной лиге). Подходящие игроки могут быть выбраны и из программ Канадского межвузовского спорта, и из программ университетского спорта США (в последнюю входит одна канадская школа, университет Саймона Фрейзера).
Зарубежные игроки, которые могут составлять до половины заявки команды CFL, не участвуют в драфте и попадают в лигу как свободные агенты.

## Драфт катастрофы
Главные профессиональные спортивные лиги (в том числе КХЛ, МЛБ, НБА, НФЛ и НХЛ) имеют особые планы на случай непредвиденных обстоятельств по перестройке команды, если в результате несчастного случая или другого бедствия погибает или выбывает из строя много игроков.

## Другая терминология
Разочарование драфта происходит тогда, когда широко разрекламированный и многообещающий игрок не оправдывает ожидания. Это может произойти по разным причинам, но самыми распространёнными являются травмы или неспособность выступать на профессиональном уровне. Игрок также считается бо́льшим разочарованием драфта, если более успешные игроки выбираются после него или неё. Пример разочарования драфта произошёл с «Сан-Диего Чарджерс» на Драфте НФЛ 1998. «Чарджерс» выбрал перспективного квотербека Райана Лифа с общим вторым номером драфта после Пейтона Мэннинга. Однако, Лиф смог отыграть только два года за «Чарджерс» и провести за них только 18 игр в стартовом составе (и выиграть только 4 из них) перед тем как покинуть клуб Другими часто упоминаемыми примерами являются Джеймаркус Расселл, Тони Мандарич и Акили Смит В НБА таким примером является Ларю Мартин, выбранный под общим первым номером на Драфте НБА 1972 года впереди Боба Макаду и Джулиус Ирвинг. Макаду и Ирвинг вошли в Зал славы баскетбола и оба обычно упоминаются как лучшие игроки всех времён, тогда как Мартин провёл только 4 сезона в НБА, набирая за карьеру в среднем чуть более 5 очков за игру, перед тем как уйти из спорта как самое большое разочарование драфта НБА за всё время. Другими разочарованиями драфта НБА можно назвать Сэма Боуи (1984; который имел умеренно результативную, хоть и полную травм, карьеру, но что особенно добавляло ему позора, так это то, что он был выбран на драфте впереди самого Майкла Джордана), Майкл Оловоканди (1998), Кваме Браун (2001), Дарко Миличич (2003), Адам Моррисон (2006) и Грег Оден (2007). Известными разочарованиями драфта МЛБ являются Стив Чилкотт (1966), Бриен Тейлор (1991) и Мэтт Буш (2004), три первых пика драфта, которые так и не смогли сыграть в главной лиге. Аутфилдер Джош Хэмилтон (1999) также может считаться разочарованием драфта после того как неожиданно завершил свою карьеру. Самым известным разочарованием драфта НХЛ является Александр Дэйгл (1993). Дэйгл известен благодаря высказыванию: «„Я рад, что [я] был выбран под первым номером, потому что никто не помнит второго.“» перед тем как быть выбранным «Оттава Сенаторз». Под вторым номером в том году был выбран Крис Пронгер.